# El Asalto a las Tierras
El Asalto a las Tierras fue un movimiento social, agrarista, cuyo acto más representativo fue llevado a cabo el 27 de enero de 1937, el cual tuvo como propósito la toma y posterior repartición de las tierras de cultivo del valle de Mexicali, que constituían en aquel entonces un latifundio en manos de algunas empresas estadounidenses, entre ellas, de modo destacado, la Colorado River Land Company.

## Antecedentes
Los antecedentes de este movimiento agrario se remontan a los planes de explotar el potencial productivo agrícola de las tierras del delta del río Colorado, por parte de empresarios estadounidenses de finales del siglo XIX e inicios del siglo XX, y a la situación política imperante en el México prerevolucionario en donde por un lado, se favorecía de forma acusada la entrada de capitales extranjeros, como una estrategia de desarrollo económico, y por otro lado, se tenía a la gran mayoría de la población desposeída, en un medio predominantemente rural, que se encontraba al borde de una revolución política y social con un fuerte componente agrarista, que cambiaría de un modo notable la tenencia de la tierra en México.

### La explotación agrícola del delta del río Colorado
La idea de explotar económicamente el delta del río Colorado mediante la irrigación, se le atribuye a Oliver Meredith Wozencraft. Aunque la idea de que en esta región podría prosperar el cultivo del algodón, había quedado asentada en el diario del gobernador y comandante militar de la provincia de las Californias, José Joaquín de Arrillaga en 1796. Wozencraft cruzó por estas tierras en 1849 y tuvo la idea de crear un sistema de irrigación por gravedad llevando aguas del río al desierto del Colorado, incluso Wozencraft solicitó permiso al gobierno de los Estados Unidos para realizar este proyecto, sin embargo, no fue él quien lo hizo realidad. Fue Charles Robinson Rockwood quien promovió y participó en la construcción de un sistema de canales que necesariamente tuvieron que ser construidos en territorio mexicano para luego regresar a suelo estadounidense, y de este modo puso las bases para la transformación del desierto del Colorado.
El Sr. Rockwood, contratado por un empresario llamado John C. Beatty para determinar la factibilidad de irrigar ciertos terrenos de su propiedad en lo que más tarde sería San Luis Río Colorado, Sonora, vino a esta región en el año de 1892 y apoyado en estudios que ya se habían elaborada anteriormente, además de sus propias indagaciones, supo que la única forma de irrigar la cuenca del Saltón, en aquel tiempo, era rodeando los médanos al oeste del río Colorado, en la colindancia de California con Arizona, utilizando la cuenca del arroyo Álamo, el cual inicia su cauce y tiene parte de su recorrido en territorio mexicano.
Como ya se ha mencionado, en el México de aquellos tiempos, se favorecía la entrada de capitales extranjeros y en particular en la península de Baja California que entonces era un territorio, se había concesionado alrededor del 80% de la superficie a extranjeros, con la condición de que colonizaran la tierra, sin embargo, como no llevaron a cabo ningún proyecto, esas concesiones fueron terminadas entre finales de los cincuenta y principios de los setenta del siglo XIX, otorgándose entonces al Sr. Guillermo Andrade la posesión de una extensa porción del delta del río Colorado.
El Sr. Guillermo Andrade, que había formado, en parte con asociados extranjeros, la "Compañía Mexicana, Industrial y Colonizadora de Terrenos del Río Colorado" desde 1874, obtuvo para el año de 1888, una concesión por parte del gobierno de Porfirio Díaz de 305,735 hectáreas en la margen oeste del río Colorado y 82,000 hectáreas más en el margen este. Charles Rockwood y otros empresarios entre los que se destacan George Chaffey, W. T. Heffernan y Anthony Heber, constituidos en la California Development Company, se asociaron con el Sr. Andrade y formaron en 1898, la "Sociedad de Irrigación y Terrenos de la Baja California", fue así como se realizaron las obras de irrigación y la posterior transformación de las tierras eriales del delta de río Colorado en tierras de cultivo que llegaría a proclamarse, bajo la administración de la Colorado River Land Company, como el rancho algodonero más grande del mundo.

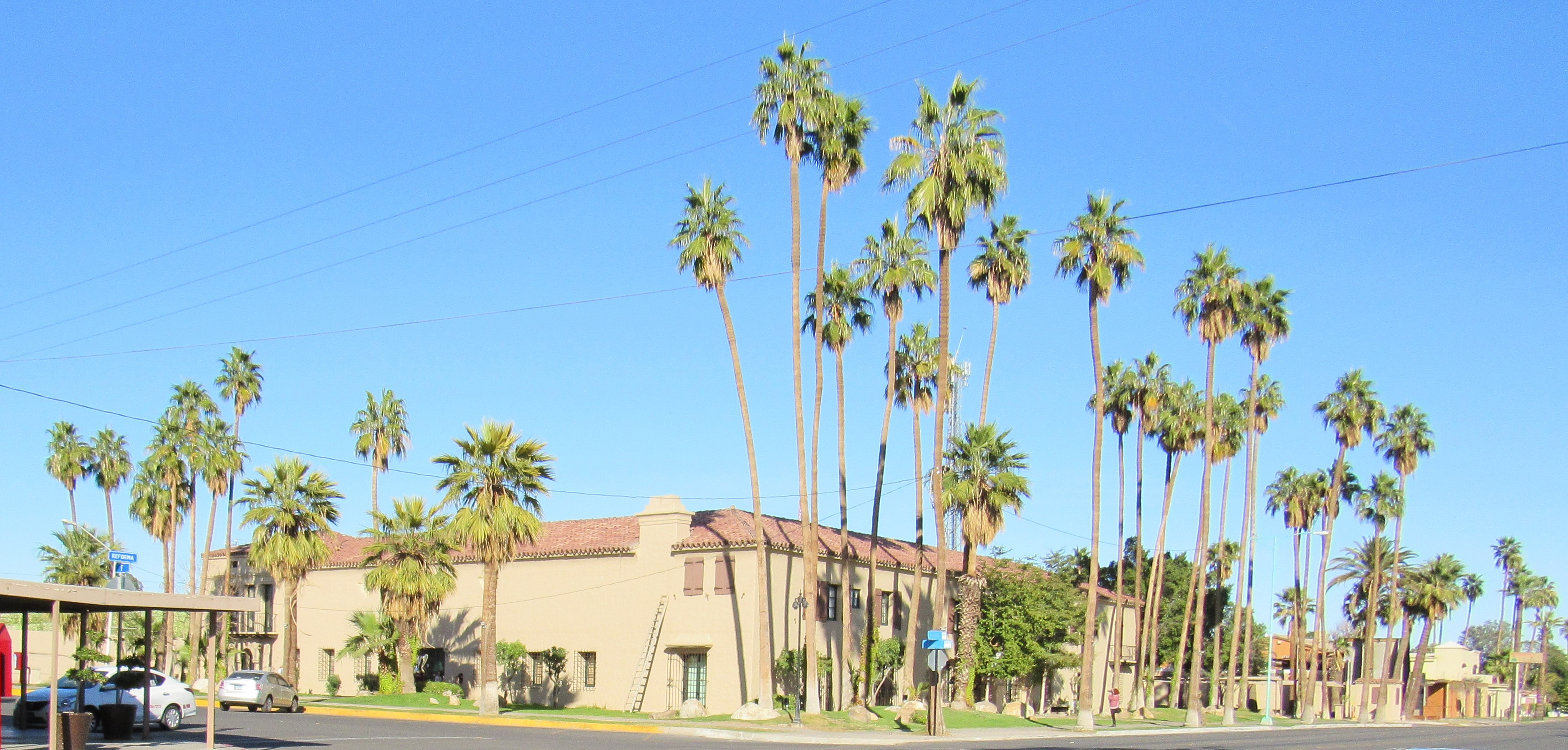
El edificio histórico de la Colorado River Land Company en Reforma y Calle F de la ciudad de Mexicali, Baja California, México, en febrero de 2018

En 1902 nació la Colorado River Land Company y en 1904, adquiere de la "Sociedad de Irrigación y Terrenos de la Baja California" los derechos sobre la tierra de prácticamente todo lo que ahora se conoce como Valle de Mexicali.
La Colorado River Land, empezó a explotar los terrenos irrigados primeramente para ganadería, poco después, para productos agrícolas. Al abrirse las tierras de cultivo a la explotación algodonera en el valle de Mexicali, alrededor del año 1912, empezó la llegada de muchos inmigrantes connacionales buscando oportunidades de trabajo. La Compañía, rentaba las tierras de cultivo principalmente a agricultores de origen chino, japonés o indio, evitando la contratación de mexicanos, que hubiesen podido crear derechos sobre la tierra. La Colorado, utilizaba un sistema de renta llamado aparcería, en el cual el campesino se obligaba a desmontar el terreno y a sembrar algodón.
Pero fue principalmente la política de evitar lo más posible contratar mexicanos o de no realizarles a ellos los contratos de aparcería, por parte de la Colorado, así como la actuación del personal de seguridad de esa empresa, denominados: “guardias blancas”, lo que hizo crecer el descontento entre los jornaleros nacionales, quienes se empezaron a organizar para allegarse el derecho a la tierra que las compañías extranjeras, en especial la Colorado River Land, les escatimaban.

### La revolución mexicana como antecedente principal de los futuros cambios en el valle de Mexicali
Paralelamente a la apertura agrícola en las tierras del delta del Colorado y a la conformación de un latifundio extranjero en la porción mexicana de estas, se gestaba en México un movimiento revolucionario, agrarista, que buscaba, entre sus objetivos más importantes, el desmantelamiento de los latifundios en México y el reparto agrario.
Para 1910, cuando había explotado la revolución en México, la Colorado River Land Company estaba iniciando con su proyecto del rancho algodonero más grande del mundo. La Gran Guerra, incrementó la demanda de algodón y Estados Unidos se convirtió en el primer productor mundial para inicios de la década de los veinte, por ende el interés de La Colorado, por preservar sus posesiones en suelo mexicano, sin embargo los ideales agraristas de la revolución mexicana empezaron a cristalizarse en documentos, leyes y acciones que irían en contra de los latifundios y de cualquier propiedad o posesión extranjera cercana a las fronteras o a las costas mexicanas.
El plan de Ayala, publicado en 1911, hace referencia clara a la supresión de los latifundios y al reparto agrario como objetivos de la revolución. El 30 de agosto de 1913, en el marco de la revolución mexicana, se llevó a cabo el primer reparto agrario en la región norte de México, en la hacienda: los Borregos, cercana al río Bravo y a la ciudad de Matamoros en Tamaulipas, impulsada por los generales Lucio Blanco y Francisco J. Múgica. Poco después, a inicios de 1915, se promulga la ley agraria, que asienta y regula el reparto agrario y la propiedad social
Y para 1917, la constitución política mexicana, asienta estos principios en su artículo 27, agregando además que ningún extranjero podía poseer propiedad alguna a menos de 50 km de las costas ni a menos de 100 km de las fronteras.

### La aportación del Coronel Esteban Cantú
Esteban Cantú Jiménez, jefe político del distrito norte del territorio de Baja California hizo su aportación a la historia de la lucha por la tierra en el valle de Mexicali, y esta fue la creación en 1916 de las colonias agrícolas: Sonora, Herradura y Abasolo y en 1918 las colonias: Benito Juárez y Zaragoza, las cuales fueron conformadas por mexicanos, en terrenos pertenecientes a las compañías extranjeras, que como ya se ha mencionado, tenían la práctica de rentarlas a otros extranjeros. Para lograr la conformación de estas colonias agrícolas mexicanas, el 16 de noviembre de 1916, Esteban Cantú decretó nulos los contratos de colonización, porque, como él lo declara: 

«...han dejado de cumplir la parte esencial de estos contratos...y porque han cerrado las puertas a los agricultores mexicanos, que quisieron establecerse dentro de sus enormes propiedades, por el sencillo procedimiento de señalarles altísimas cuotas para la compra o arrendamiento de terrenos»

 Además de los anterior, Cantú exigió a esas compañías el pago de contribuciones atrasadas y al no recibir estos pagos, embargó las propiedades donde se ubicaron las citadas colonias. Al respecto de las acciones del Coronel Cantú, comenta el historiador Celso Aguirre Bernal: 

«Esta medida tuvo la virtud de demostrar la vulnerabilidad de las empresas extranjeras frente a las leyes y gobiernos de México, y marcó además el inicio del rescate de las tierras del Valle y una franca colonización con mexicanos»

### El movimiento de Marcelino Magaña y la creación de las Colonia Progreso y anexas como antecedentes del reclamo por la tierra
A inicio de la década de los años veinte, surgió la figura del excoronel villista Marcelino Magaña, quien empezó a organizar al campesinado local al respecto de la colonización y reparto de tierras. En mayo de 1922 Magaña presentó, ante una autoridad de Agricultura con despacho en Tijuana, doscientas solicitudes para ocupar terrenos nacionales en manos de la compañía Signal Mountain. Señala el historiador local, Celso Aguirre Bernal, que Magaña impulsaba un movimiento justo, ya que intentaba dar cabal cumplimiento a la ley agraria vigente en ese entonces, así como al artículo 27 de la constitución política mexicana, por aquel tiempo, recientemente promulgada.
Magaña y sus seguidores prosiguieron promoviendo invasiones, al no obtener respuesta oficial a sus solicitudes. En 1924 invaden 500 ha de las 5,000 ha que el gobierno arrendaba a Sr. Victro Carusso. También se invadieron terrenos de otros posesionarios extranjeros en el llamado "Rancho Verde". Ante el movimiento que tomaba fuerza, el gobierno intento primeramente convencer a Magaña de desistir, ofreciéndole incluso terrenos cerca de la Laguna Volcano, los cuales Magaña rechazó. Ante ese fracaso, el gobierno federal instó al gobierno del Gral. Abelardo L. Rodríguez a solucionar el problema haciendo un reparto de tierras. En dicho reparto se excluyó a las personas más allegadas al coronel Magaña. Así, el gobernador del Distrito Norte del Territorio de Baja California, en el año de 1925, dotó de tierras a campesinos mexicanos mediante la adquisición del predio del Sr. Carusso, fundándose de este modo la Colonia Progreso y anexas.
La creación de la Colonia Progreso no solo fue uno de las primeros actos de regularización de tenencia de la tierra en el contexto bajacaliforniano, sino que también se convirtió en uno de los pocos, sino en el único, ejercicio de cooperativismo impulsado plenamente por el gobierno.

### La organización de campesinos y jornaleros en sindicatos
Después del movimiento social emprendido por Marcelino Magaña desde inicio de la década de los veinte, se desencadenaron de un modo más patente y organizada las reacciones de los connacionales que intentaban crear un patrimonio en el valle de Mexicali, en contra de los intereses de la Colorado River Land Company, así para finales de esa década ya existían en la localidad muchas asociaciones de comunidades campesinas, alguna de ellas afiliada a sindicatos nacionales.
En 1926 se crea un comité agrario denominado: “Álamo Mocho”, el cual era sucursal del Sindicato de Campesinos Colonia Gómez, afiliado a la C.R.O.M.. Este comité impulsó 490 solicitudes de dotación de tierra para sus agremiados en 1927, mismas que no se vieron favorecidas, por lo cual un grupo de los que formaba el comité de Álamo Mocho, se posesionó de un rancho llamado “Los Alcanfores”, entre 1928 y 1929, cerca de la estación Sesbania, formando un subcomité derivado del de Álamo Mocho y también un cooperativa, denominada "Cooperativa de Agricultores en Pequeño". Este comité empezó a tener conflictos con la Colorado River Land Company, debido a que la compañía solo vendía agua a quien firmaba un contrato de arrendamiento y además de que la compañía seguía considerando que esas tierras le pertenecían, pero el comité o cooperativa pidió apoyo al Banco Agrícola Peninsular y este se lo otorgó. Los agricultores de la mencionada cooperativa lograron en el año de 1929 una producción de 375 pacas de algodón, sin embargo, esta producción, aunque entregada al banco, no fue pagada por este,. Al ver que la situación no se resolvía, los miembros de la cooperativa se escindió de la C. R. O. M. y constituyendo un nuevo sindicato se adhirió a la Confederación General de Trabajadores (C. G. T.), al cual se le denominó: Sindicato de Agricultores en Pequeño Praxedis G. Guerrero, formándose además el Sindicato de Obreros y Campesinos Cerro Prieto, B. C. y el Sindicato Enrique San Martín de Álamo Mocho. Además de los comités y sindicatos derivados de las Colonias Gómez y Álamo Mocho, se formaron los comités ejecutivos agrarios de "Francisco Javier Mina" de Pueblo Nuevo; "Michoacán de Ocampo" de la Colonia Pacífico; "Miguel Hidalgo" cercano a Cerro Prieto y "Guadalupe Victoria" del rancho Yamada en las inmediaciones de estación Delta.

### El incidente con los campesinos de Álamo Mocho
Algunos integrantes de los sindicatos derivados del comité agrario y también colonia "Álamo Mocho", continuaron protestando ante el gobierno, en especial porque a los jornaleros se les había reducido el sueldo para ese año de 1930 y tanto por esto como por el asunto irresuelto de las tierras, el 24 de marzo de 1930, asentaron en un manifiesto que el gobierno no hacía nada ante los atropellos de La Colorado. El día 20 de mayo de 1930, agentes a la orden de José María Tapia, entonces gobernador del Distrito Norte del Territorio de la Baja California, arrestaron a diecinueve campesinos integrantes de los comités de Álamo Mocho, que también formaban parte del grupo que había invadido el ya citado rancho "Los Alcanfores" cerca de Sesbania; catorce de ellos eran adultos varones, más tres varones menores de edad, para un total de diecisiete varones, dos mujeres, una adulta y una menor, se trataba, estos menores y mujeres, de la Sra. Felipa Velázquez Viuda de Arellano y sus hijos; el 9 de junio del mismo año se les traslada al puerto de San Felipe; el 11 de junio se les hizo abordar un barco guardacostas llamado "Guaymas". enviándolos a todos ellos a las Islas Marías. De la travesía, el cronista David Acosta (1985), nos brinda la siguiente memoria y testimonio de Soledad Arellano Velásquez: 

«La travesía —Nos relata por vía telefónica doña Soledad—fue penosísima: duró nueve días. Yo tenía nueve años y Narciso siete y mi madre dividía el bocado porque a nosotros no nos daban ración porque no éramos prisioneros"..."Así llegaron a las Islas Marías donde encontraron la compresión y el apoyo de un gran revolucionario: El Constituyente mexicano FRANCISCO J. MUJICA a la sazón Director del Penal, de quien recibieron un trato humano y generoso durante los cuatro meses que duró el injusto cautiverio. "Ahí conocimos a la Madre Conchita", nos dice con viva emoción la señora Soledad.» (sic)

 Los compañeros campesinos de los sindicatos de "Álamo Mocho" alzaron sus protesta a nivel nacional; La C. G. T. acordó poner en huelga a 72,000 agremiados a nivel nacional, de no liberar a los compañeros injustamente encarcelados, y el presidente Pascual Ortiz Rubio respondió a las protestas ordenando una investigación profunda del caso. Finalmente el día 27 de octubre de 1930 fueron puesto en libertad por disposición presidencial.

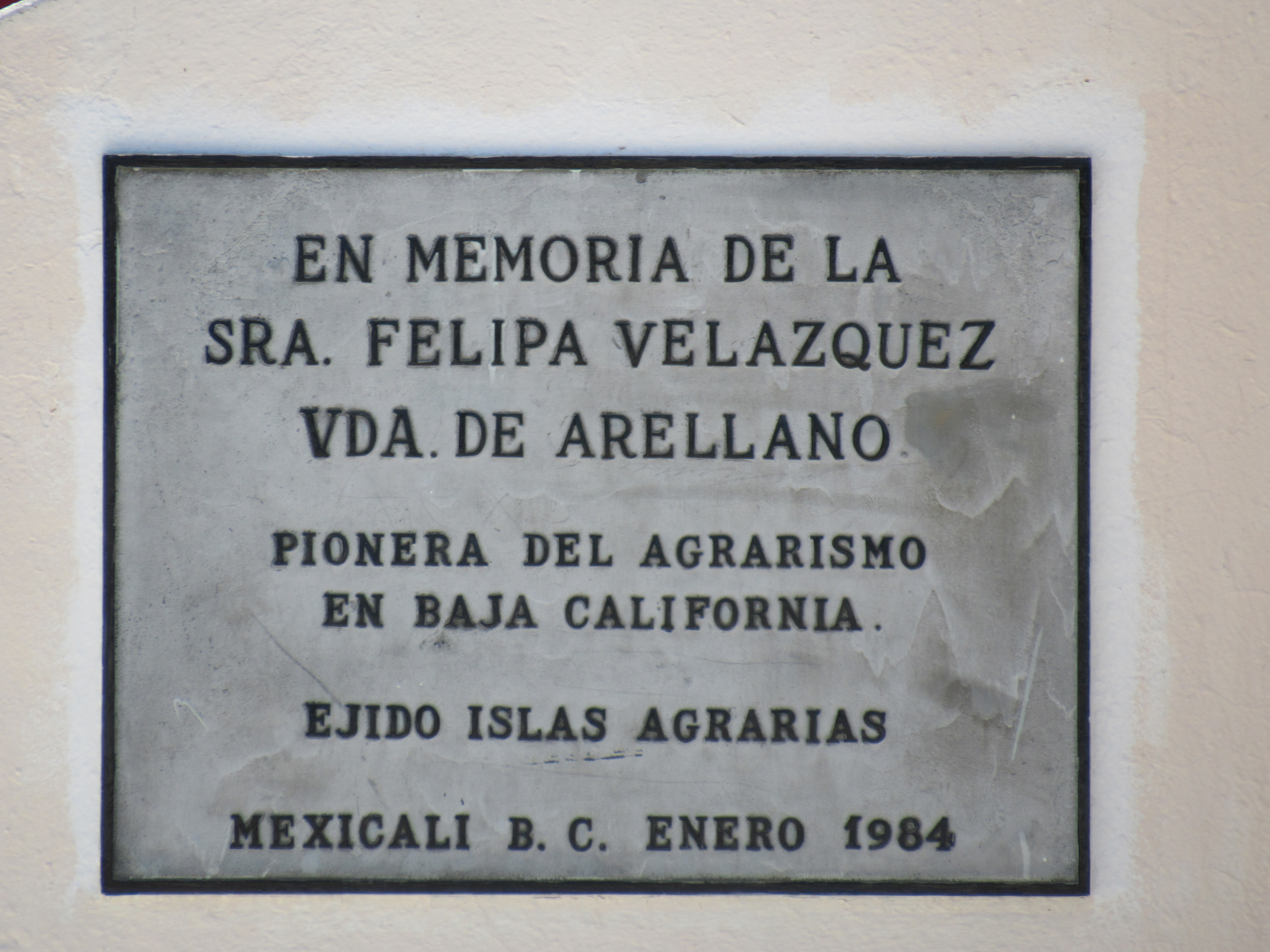
Placa que constituye el epitafio de Felipa Velázquez

La Sra. Felipa Velázquez viuda de Arellano, fue la única mujer, al menos que se conozca o se tenga memoria, que participó directamente en el movimiento agrarista del valle de Mexicali. La singularidad de su participación y el incidente de su encarcelamiento junto a sus hijos, causó un notorio interés por parte de los periódicos de su tiempo y, también por la participación de la C. G. T., de la opinión pública a nivel nacional. Por lo anterior se considera a Felipa Veláquez viuda de Arellano una de la agraristas destacadas a cuya memoria, se rinde homenaje, como se verá más adelante.

### La gestión del presidente Lázaro Cárdenas

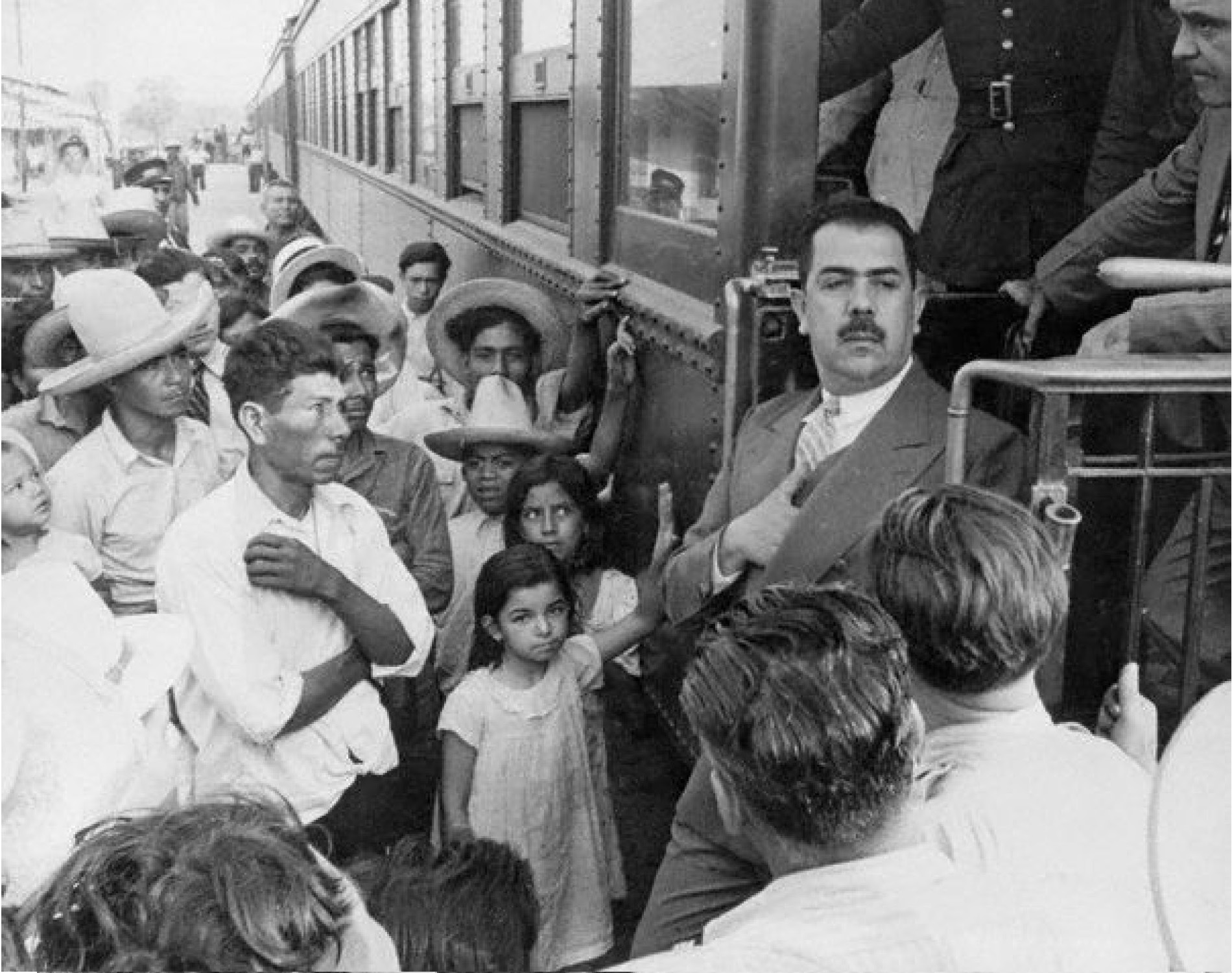
El presidente Lázaro Cárdenas del Río en 1937 (imagen de Doralicia Carmona Dávila).

Antes de ser electo presidente, El Gral. Lázaro Cárdenas ya había expresado sus intenciones de resolver el problema agrario en Baja California, haciendo efectivo el artículo 27 constitucional, además ha quedado evidenciado históricamente que su periodo de gobierno fue en el que se avanzó más con la reforma agraria. El 14 de abril de 1936 el presidente Cárdenas envía a su secretario de agricultura el Gral. Saturnino Cedillo a firmar un contrato de colonización por el cual la Colorado River Land Company se comprometía a vender exclusivamente a familias mexicanas la totalidad de sus terrenos. El historiador local Celso Aguirre (1989), extrae un párrafo de aquel contrato, que deja ver las intenciones del presidente Cárdenas: 

«...Es propósito del Ejecutivo Federal la colonización de toda la República Mexicana y particularmente del Territorio Norte de la Baja California, CON CAMPESINOS MEXICANOS, a fin de asentar en condiciones fijas, normales y de segura prosperidad al mayor número de mexicanos» (sic)

 Para el 28 de septiembre de ese mismo año el presidente Lázaro Cárdenas dirige a la nación un discurso en el que hace público el propósito de resolver, entre otros, los problemas del entonces Territorio Norte de Baja California, y en el cual empezó diciendo: 

«El Ejecutivo Federal juzga como un deber suyo de inaplazable cumplimiento, presentar a la consideración nacional, en la hiriente realidad de sus términos, el problema que ofrecen los territorios de Baja California y de Quintana Roo, y estima de interés nacional afrontarlo con diligencia y tenacidad.»

 Este apoyo por parte del presidente incentivó a los campesinos ya organizados del valle de Mexicali, a dar el paso decisivo y emprender lo que se conocería como el día del Asalto a las Tierras.

### El preludio final al Asalto a las Tierras

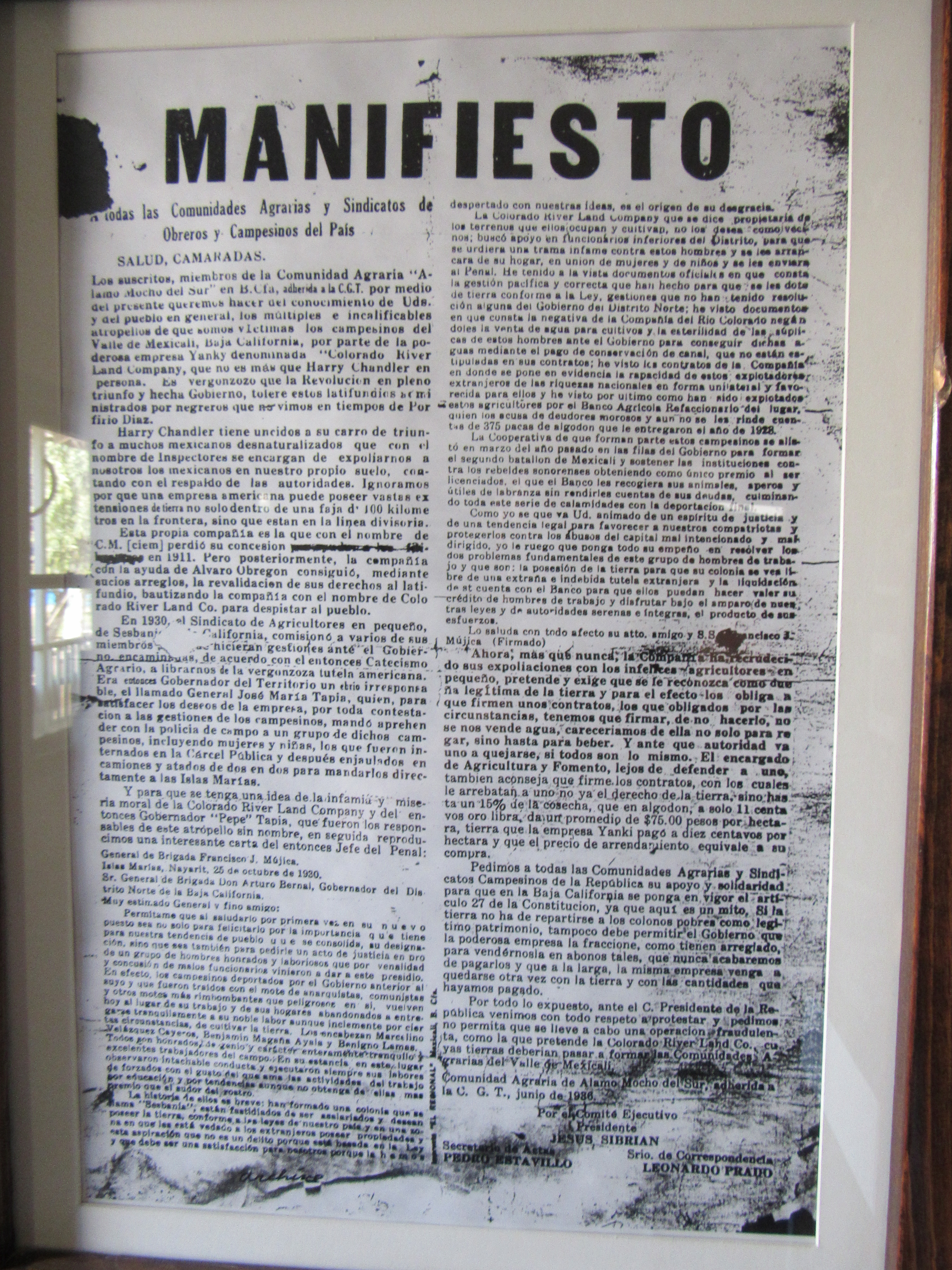
Copia del manifiesto publicado por el Comité ejecutivo agrario de "Álamo Mocho Sur" en junio de 1936, exhibido en el Museo Comunitario del Asalto a las Tierras, donde se exponen los atropellos de la "Colorado River Land Company" y donde se pide al presidente su intervención en el asunto. En este manifiesto se reproduce una carta que ilustra el incidente con los campesinos de "Álamo Mocho" de 1930, firmada por el Gral. Francisco J. Mújica.

La crisis económica que experimentó Estados Unidos desde 1929, trajo a muchas personas de allende la frontera a Mexicali y su valle en busca de oportunidades de fincar un hogar, aunque desde el inicio de la explotación agrícola en este rincón de México muchos connacionales habían entrado en contacto con Mexicali vía California, entre esas personas se encontraban Hipólito Rentería Rangel, y sus primos los hermanos Guillén Rentería: Cipriano, Jeremías, Jerónimo, Jesús, José, Leonardo, Martín y Sacramento. Todos ellos michoacanos que en su natal Puruándiro, algunos de ellos, ya habían intentado formar comités agrarios en Michoacán, para repartir la tierra, y que por conflictos con los latifundistas de aquellas tierras, tuvieron que abandonarlas, llegando al valle de Mexicali en 1926, pero trabajando en campos estadounidenses.
Hipólito Rentería y sus parientes aprovecharon la oportunidad que se presentó con el contrato de colonización que firmó La Colorado con el secretario Cedillo y compraron terrenos en la Colonia Pacífico, fue así como se involucraron en el movimiento agrario que se gestaba y se convirtieron primero en líderes y posteriormente en protagonistas del Asalto a las Tierras. Hipólito Rentería se convirtió, poco antes del Asalto a las Tierras, en presidente de la Federación de Comunidades Agrarias del Territorio Norte de Baja California Su Primo Leonardo Guillén fue presidente del comité agrario: Michoacán de Ocampo, sus hermanos Cipriano y Sacramento Guillén, secretario y tesorero del mismo comité respectivamente.
El 25 de enero de 1937, reunidos los comités agrarios que conformaban la Federación de Comunidades Agrarias: Álamo Mocho, Guadalupe Victoria, Francisco Javier Mina, Michoacán de Ocampo, Miguel Hidalgo y Lázaro Cárdenas acordaron tomar algunas tierras de La Colorado River Land Company el día 27 de enero de ese año.

## El Asalto a las Tierras
El día 27 de enero de 1937, los integrantes de los diversos comités ejecutivos agrarios procedieron a ocupar las tierras que en la reunión del 25 de enero habían planeado tomar y sembraron banderas rojas para identificar el movimiento. De los hechos de ese día y los días posteriores se tiene conocimiento por un acta levantada por el comité "Michoacán de Ocampo" el día 30 de enero de 1937, y por los testimonios de algunos de los participantes en "El Asalto a las Tierras".
los integrantes del comité de Álamo Mocho ocuparon el rancho Nagasaki, ese mismo 27 de enero desde temprano, pero a las ocho de la mañana ya estaban rodeados por los soldados, de esto dio testimonio el Sr. Jesús Cibrian, el cual fue arrestado ese mismo día junto con Ignacio Sánchez Campos, este último quien formaba parte del grupo que enviaron, casi siete años atrás, a las Islas Marías.
Cuarenta y seis personas integrantes del comité "Michoacán de Ocampo" de la Colonia Pacífico, salieron de sus hogares a las siete de la mañana y dirigidos por Leonardo Guillén tomaron los ranchos identificados como No. 2, 3 y 15 de la Chinesca.
A las seis de la tarde de ese mismo día 27 de enero, se presentó el Coronel Orozco en el campamento que había formado el comité "Michoacán de Ocampo". El coronel conminó a Leonardo Guillén a retirar a su gente, a lo que este respondió que no podía, que cada hombre tenía sus asignaciones y que en todo caso esperaría las órdenes del presidente.
Del coronel Orozco y uno de los participantes del movimiento, llamado Roberto Serrano, se conserva una anécdota que es aludida, mas no relatada, en el acta antes citada del comité Michoacán de Ocampo, pero de la cual dan testimonio, los también participantes Pedro Pérez Hernández y Efrén Maciel, quien contaba al respecto: 

«Recuerdo que cuando se presentó el coronel Orozco y dijo: "Ustedes están violando la Ley porque estas tierras de Baja California, no son mexicanas, son extrajeras", el compañero Serrano valientemente le contestó: "Me dispensa mi coronel... voy a hablar unas cuantas palabras... me admira y sentimos tristeza que siendo ustedes unos guardianes de nuestra república, nos digan que estas tierras que estamos pisando son extrajeras, nunca lo esperamos de usted, mi coronel... si aquí nos afusilan, que nos afusilen; pero estas tierras son de nosotros y nosotros las vamos a agarrar dentro de la ley"»

El coronel se retiró por ese día sugiriendo mandar una comisión a la México, D. F. para arreglar el problema. Alrededor de las 10 de la noche llegaron personas del comité "Francisco Javier Mina" de Pueblo Nuevo, pues a ellos los desalojaron las fuerzas federales de los predios que habían invadido y se integraron con los del comité "Michoacán de Ocampo".
Aurelio Corrales Cuevas, otro participante en el movimiento agrario y posterior diputado constituyente del congreso de Baja California, afirmaba que también el 27 de enero fueron "asaltadas" las tierras de los predios que posteriormente se convertirían en ejidos Cuernavaca, Coahuila, Orizaba y Zacatecas.
El día 28 de enero, por la mañana fueron liberados del palacio de gobierno los integrantes del comité "Álamo Mocho": Jesús Cibrián Zamudio e Ignacio Sánchez Campos, después de hablar con el coronel Orozco quien les pido de favor que ayudaran a tranquilizar a sus compañeros. Comentó, años después, el Sr. Cibrián 

«Jesús García, el dirigente nacional de Congreso General del Trabajo, ya había metido un amparo en favor de nosotros, allá en México y fue hasta Acapulco para entrevistarse con el Presidente Cárdenas, para decirle lo que pasaba. Desde allá vino la orden para que no nos molestaran...»

Ese día 28, según Aurelio Corrales, se tomaron tierras del que luego sería el ejido Guanajuato. Y en esa mañana, al grupo ahora conformado por los comités "Michoacán de Ocampo" y "Francisco Javier Mina", llegaron Hipólito Rentería, Filiberto Crespo, Jesús Rodríguez y José Guillén dando noticias del apoyo que externaban vía telegrama la Confederación Campesina Mexicana. A las cinco de la tarde regresa el coronel Orozco a pedirles nuevamente a ese grupo que se retiraran del predio, logrando únicamente que, para la mañana del día siguiente, se movieran 200 metros a un camino aledaño. Un grupo de soldados visitó Álamo Mocho y Rancho Nagasaki al anochecer, pero tampoco tomaron ninguna acción contra los manifestantes.
Al aproximarse el mediodía del 29 de enero se presentó un oficial del ejército, acompañado de soldados y algunos camiones, con el grupo de la Colonia Pacífico y de Pueblo Nuevo, buscando que todo el contingente saliera definitivamente de esos campos o de lo contrario arrestaría a sus dirigentes; el compañero Longino González, del comité "Francisco Javier Mina" fue el primero en decir que no lo harían.
Entonces todos se solidarizaron diciendo que si se llevaban a uno se llevarían a todos,
a lo que el oficial contestó apremiándolos a subir a todos a los camiones y a quitar la bandera roja que señalaba el movimiento agrario. El Sr. Emigdio Mora Pantoja brindó, en alguna ocasión, testimonio de ese momento: 

« fue entonces cuando un viejito que se llamaba Félix le contesto: Mi capitán, venga y quítela usted, pero yo no la voy a quitar y primero me mata que quitar esa bandera de aquí, porque esa bandera yo la estoy cuidando'. 'Bueno', dijo el capitán, y se quedó el viejito cuidándola allí mientras todos nos íbamos en los troques»(sic)

 Aproximadamente a las tres de la tarde llegaron al palacio de gobierno, les pasaron revista y los encerraron en el sótano, encontrándose ahí a compañeros del comité "Guadalupe Victoria" y del comité "Lázaro Cárdenas". El ánimo era alto entre los apresados y cantaban corridos revolucionarios. Alrededor de las ocho de la noche los liberaron y también en aquella noche del día 29 acordaron enviar una comisión para enterar plenamente al presidente Lázaro Cárdenas de lo sucedido.

### Culminación del Asalto a las Tierras
La comisión que salió del valle de Mexicali, para enterar al presidente Lázaro Cárdenas de los últimos acontecimientos iniciados aquel 27 de enero de 1937, estuvo conformada por Leonardo Guillén Rentería y Filiberto Crespo. El presidente los atendió y les aseguró que el problema agrario en Baja California se resolvería prontamente, entregándoles una carta donde aseveraba que giraría instrucciones al Jefe del Departamento Agrario, Lic. Gabino Vázquez para que se trasladara a Mexicali donde en acuerdo con el gobernador habría de formar la Comisión Agraria Mixta para dar curso al reparto agrario.
La citada carta estaba fechada el 12 de febrero de 1937, para el 20 de febrero ya se encontraban trabajado en los primeros expedientes para la dotación ejidal y para el día 19 de marzo de 1937 el entonces Gobernador Rodolfo Sánchez Taboada, entregaba el primer mandamiento de dotación ejidal que fue para los campesinos de "Álamo Mocho", el cual bautizó a su ejido como "Islas Agrarias", como homenaje a los agraristas enviados a las Islas Marías. Para el 5 de julio de 1937 se habían creado 58 ejidos, repartiendo un total de 97,120 ha. No solamente en el valle de Mexicali se impulsó la reforma agraria, el 15 de agosto de ese mismo año, el gobernador Sánchez Taboada entregó tierras a los campesinos del hoy ejido Nacionalista Rodolfo Sánchez Taboada, ubicado en el municipio de Ensenada y posteriormente se dotaron también los ejidos: Santa Rosa, La Misión Chapultepec, Eréndira y Uruapan
El contrato de colonización que se había firmado en 1936 con la Colorado, quedó en suspenso mientras se resolvían las dotaciones ejidales, pero continuó a fines de 1937. La Colorado River Land Company siguió poseyendo algunos activos en el valle de Mexicali hasta 1946 cuando a través de un intermediario, William O. Jenkins, vende sus últimas acciones al gobierno mexicano.

### El Día del Ejido

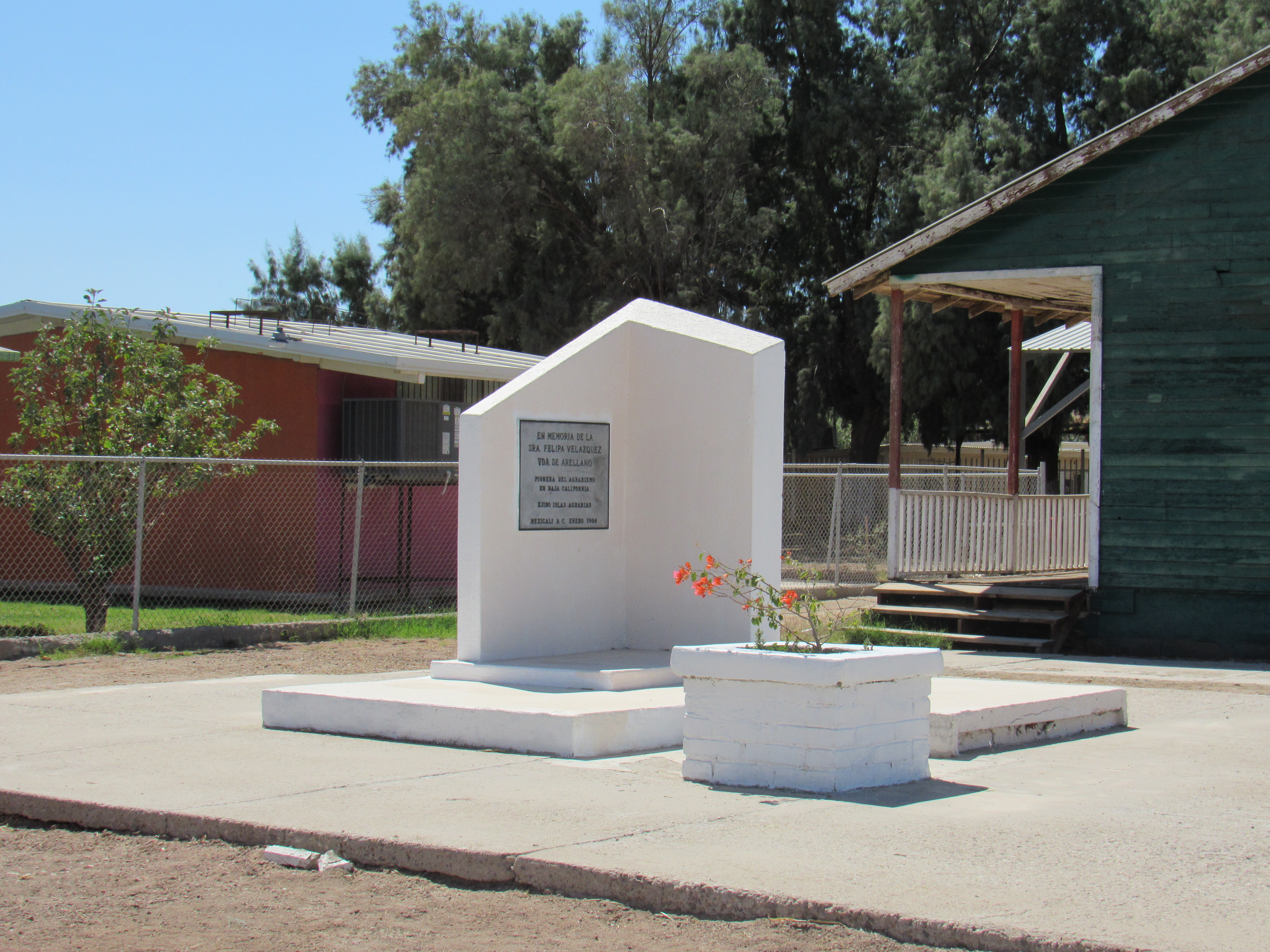
Estela con placa que constituye el epitafio de la Sra. Felipa Velázquez "viuda de Arellano", quien fue pionera del agrarismo en la región y figura clave en el proceso del Asalto a las Tierras. El monumento fúnebre se encuentra en Islas Agrarias B

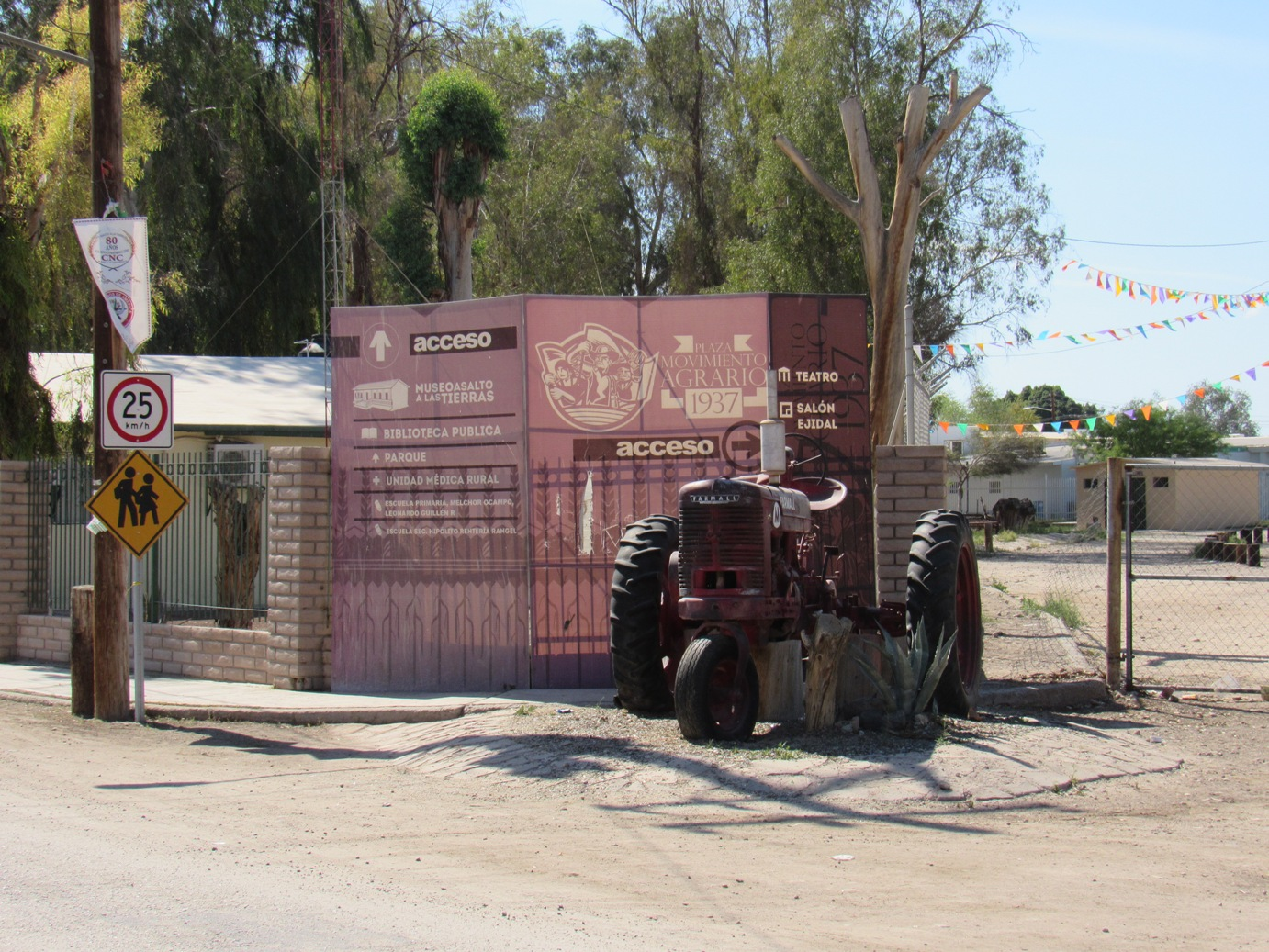
Acceso principal a la plaza del movimiento agrario 1937 en ejido Michoacán de Ocampo en donde cada año se realizan parte de las celebraciones oficiales del Asalto a las Tierras.

El día del Asalto a las Tierras, quedó para la posteridad, en el contexto del valle de Mexicali y de la historia del agrarismo a nivel nacional e internacional, no solo como la fecha en que se ocuparon las tierras de un latifundio extranjero, sino como el intento exitoso de muchos otros que se habían ensayado antes y que a partir de ese momento encontraron su culminación.
Se instituyó el aniversario del Asalto a las Tierras, como una fecha de celebración y conmemoración estatal poco antes de su vigésimo aniversario, por decreto del primer gobernador constitucional del estado de Baja California, Braulio Maldonado Sández, designándolo oficialmente como: “Día del Ejido”.
Cada año, en el Día del Ejido o día del Asalto a las Tierras, autoridades del Gobierno del Estado de Baja California y del Ayuntamiento de Mexicali, acuden tanto a Islas Agrarias Grupo B como a Michoacán de Ocampo a tomar parte en los festejos conmemorativos
Fue en la fecha del cuadragésimo séptimo aniversario, cuando los restos de Doña Felipa Velázquez Osuna, más conocida como Felipa Velázquez “viuda de Arellano”, fueron reinhumados en el ejido Islas Agrarias Grupo B, en el marco de la celebración oficial presidida por el séptimo gobernador constitucional del estado de Baja California: Xicoténcatl Leyva Mortera. Desde entonces, como parte de las ceremonias de conmemoración del día del ejido, se presenta una ofrenda floral y se realiza una guardia de honor en la tumba de Doña Felipa, ubicada en el citado poblado a un lado del museo comunitario denominado: "Mártires del Agrarismo", más tarde ese mismo día, en Michoacán de Ocampo se homenajea a los que participaron en la jornada histórica del Asalto a las Tierras y posteriormente tiene lugar una verbena popular de celebración.

### El museo comunitario del Asalto a las Tierras

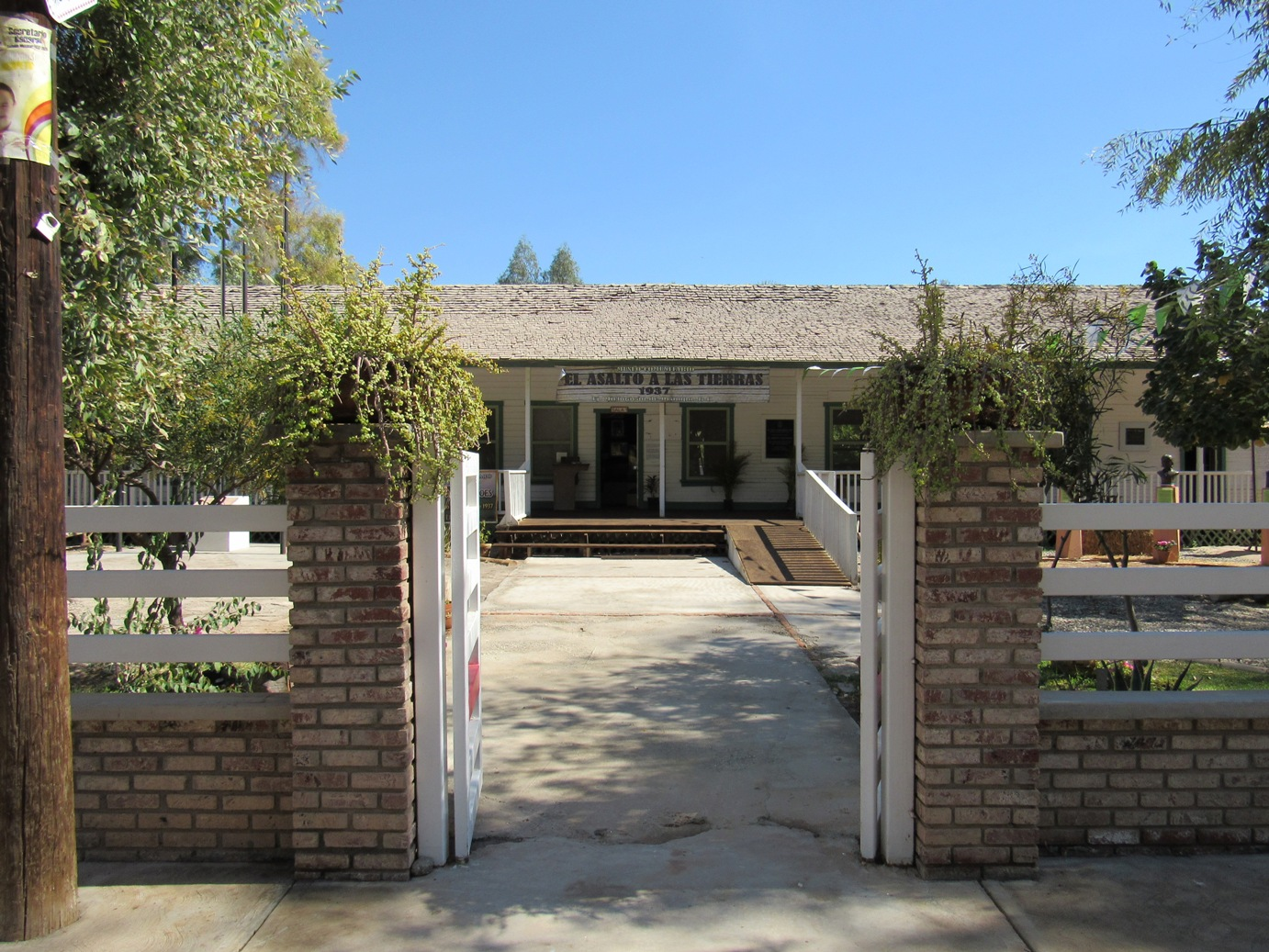
Aspecto de la entrada al Museo Asalto a las Tierras

Como un homenaje más a la gesta del movimiento agrario en el valle de Mexicali, el 24 de octubre de 1989 se abre el Museo Comunitario del Asalto a las Tierras; fincada en el espacio dejado por una escuela que data de 1938, exhibe objetos y documentos que ilustran, la vida y costumbres de los nativos cucapás, la vida agrícola de la época del movimiento agrario y los hechos y personajes relevantes del Asalto a las Tierras.
Este museo se encuentra ubicado en la esquina de las calles Lázaro Cárdenas y Venustiano Carranza, al centro del poblado Michoacán de Ocampo, Mexicali, Baja California, donde se encuentran también, el parque público y la Plaza: Movimiento Agrario 1937, en los cuales se realiza una de las ceremonias oficiales de celebración del "día del ejido".

## Cronología del Asalto a las Tierras
- 1796: José Joaquín de Arrillaga, gobernador y comandante militar de la provincia de las Californias, anota en su diario, que las tierras del delta del Colorado (o desierto del Colorado), podrían aprovecharse para sembrar algodón.
- 1849: Oliver Meredith Wozencraft cruza por el desierto del Colorado y se le ocurre la idea de irrigarlas por gravedad usando las aguas del río Colorado para producción agrícola.
- 1888: La Compañía Mexicana, Industrial y Colonizadora de Terrenos del Río Colorado, presidida por el Sr. Guillermo Andrade pero con socios estadounidenses obtiene por parte del gobierno mexicano una concesión de terrenos que abarca la mayor parte de la porción mexicana del delta del Colorado.
- 1892: Charles Rockwood llega a las tierras del delta del Colorado y se da cuenta de que hay una manera de irrigar las tierras del desierto del Colorado rodeando la zona de dunas del sureste de California, utilizando un efluente del Colorado llamado arroyo Álamo.
- 1898: Rockwood y sus asociados, constituidos en la “California Development Company” se asocian con el Sr. Guillermo Andrade y crean la “Sociedad de irrigación y terrenos de Baja California”.
- 1902: En San Francisco, se crea la “Colorado River Land company”
- 1904: La “Colorado River Land company” adquiere los derechos de explotación de la “Sociedad de irrigación y terrenos de Baja California”.
- 1910: Estalla la Revolución mexicana
- 1911: Emiliano Zapata publica el “Plan de Ayala” que le da un giro agrarista a la revolución mexicana
- 1912: La Colorado River Land Company comienza con la producción algodonera en el valle de Mexicali.
- 1913, 30 de agosto: Se realiza el primer reparto de tierras en el norte de México, teniendo por objeto a la hacienda "Los borregos" en Tamaulipas. Lo realizan el general Lucio Blanco y el general Francisco J. Múgica, quien años después tendría contacto con algunos de los agraristas destacados de Baja California.
- 1915, 6 de enero: Se promulga la ley agraria.
- 1916, diciembre: Se crean las colonias agrícolas: Sonora, Herradura y Abasolo en el valle de Mexicali, gracias a las acciones del Coronel Esteban Cantú.
- 1917, 5 de febrero: Se promulga al constitución política de los Estados Unidos Mexicanos, que en su artículo 27, afirma los principios de la propiedad social y señala que ningún extranjero puede poseer tierras en una franja de cien kilómetros a partir de las fronteras, ni de 50 kilómetros de las costas.
- 1918, abril: Se crean las colonias agrícolas: Benito Juárez y Zaragoza en el valle de Mexicali, gracias a las acciones del Coronel Esteban Cantú.
- 1922, en mayo: Empieza el movimiento agrario organizado con el coronel villista Marcelino Magaña presentando 200 solicitudes para ocupar terrenos nacionales en manos de la Signal Mountain, Co.
- 1924: Seguidores del movimiento de Marcelino Magaña invaden 500 ha pertenecientes a Victor Carusso y una propiedad denominada "Rancho Verde".
- 1925: Se crea la colonia agrícola Progreso o Progreso y Anexas, formada por familias mexicanas, debido en parte a las presiones del grupo de Marcelino Magaña pero también por la gestión del gobernador Abelardo L. Rodríguez.
- 1926: Se crea el primer comité ejecutivo agrario, denominado "Álamo Mocho" y se afilia a la C. R. O. M.
- 1926: Llegan Hipólito Rentería y los hermanos Guillén primero a California y ese mismo año conocen el valle de Mexicali.
- 1927: El comité agrario "Álamo mocho" impulsa 490 solicitudes de tierra para sus agremiados, ante las autoridades.
- 1928, a finales de ese año: Miembros del comité "Álamo mocho", invaden el rancho "Los Alcanfores" cercano a estación Sesbania.
- 1929: El comité "Álamo mocho", logra una producción de 375 pacas de algodón en el rancho "Los Alcanfores" pero no se les paga.
- 1930, 24 de marzo: El comité "Álamo mocho", el de "Sesbania" y el de "Cerro Prieto" lanzan un manifiesto donde denuncian al Gobierno de José María Tapia.
- 1930, 20 de mayo: Agentes del gobernador José María Tapia arrestan a 19 compañeros del comité "Álamo mocho" o de los comités derivados, entre los detenidos, la Sra. Felipa Velázquez "viuda de Arellano" y sus cuatro hijos.
- 1930, 11 de junio: Los 19 compañeros apresados, son conducidos en barco a las Islas Marías.
- 1930, 27 de octubre: Los compañeros apresados son liberados por orden del presidente Pascual Ortiz Rubio, de la colonia penal de las Islas Marías. El director del penal Francisco J. Múgica, les otorga un salvoconducto y le dirige una carta al nuevo gobernador del Distrito Norte de Baja California, donde muestra simpatía y solidaridad con la causa de los libertados.
- 1936, 14 de abril: Se firma un contrato de colonización en el cual el gobierno mexicano, encabezado por Lázaro Cárdenas del Río, compromete a la Colorado River Land Company a vender exclusivamente a mexicanos la totalidad de sus tierras en un plazo máximo de 20 años.
- 1936, junio: El comité ejecutivo agrario Álamo Mocho Sur, publica un manifiesto donde denuncia los atropellos que históricamente había cometido contra los campesinos mexicanos la Colorado River Land Company, además de intentar venderles la tierra en condiciones no aceptables. Finalmente piden la intervención del presidente para aplicar el artículo 27 constitucional y detener la operación de la compañía extrajera.
- 1936, 28 de septiembre: El presidente Lázaro Cárdenas dirige un mensaje a la nación, donde pone en relieve los problemas del Territorio Norte de Baja California y se compromete a darle pronta solución.
- 1937, 25 de enero: Reunidos los comités ejecutivos agrarios de la Federación de Comunidades Agrarias del Territorio Norte de Baja California, dispusieron ese día que el 27 de enero siguiente tomarían las tierras de sus comunidades circundantes.
- 1937, 27 de enero: Se consuma "El Asalto a las Tierras", el cual quedará definido posteriormente en la historia y en la legislación de Baja California como:

«...acto inicial, del movimiento que dio por resultado la aplicación integral de la Legislación Agraria en el Estado.» y además: «...uno de los hechos importantes que ha influido poderosamente en el desenvolvimiento económico, social y político de nuestra Baja California.»

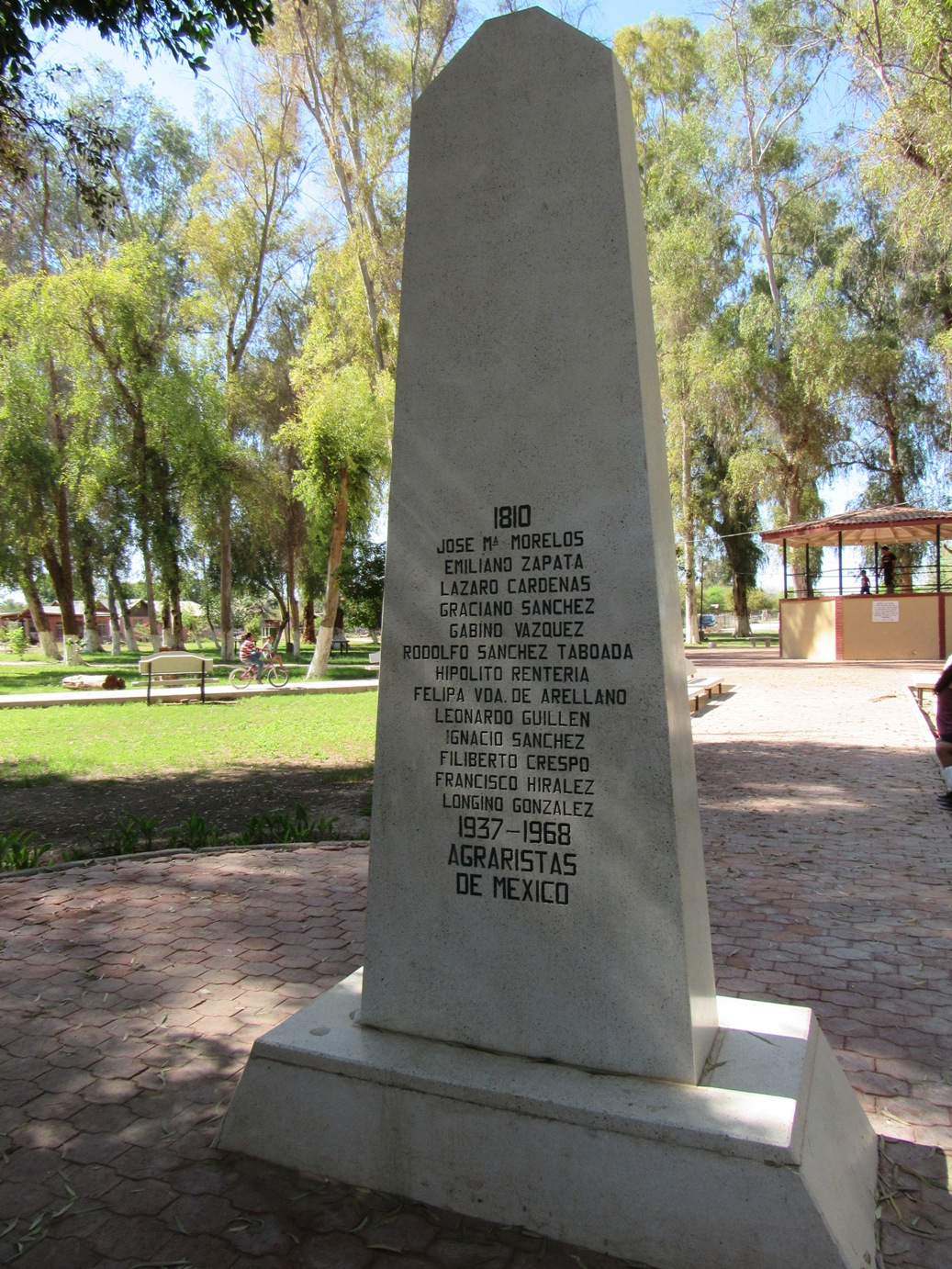
Estela conmemorativa del parque público "Emiliano Zapata" del ejido Michoacán de Ocampo, justo enfrente del Museo Comunitario el Asalto a las Tierras y al auditorio donde todos los años se celebra el Día del Ejido. En la estela pueden leerse los nombres de algunos agraristas destacados tanto del país como de esta región, que conjuntamente hicieron posible "El Asalto a las Tierras".